# Tony Thomas
Tony Thomas est un producteur américain né le 7 décembre 1948 à Hollywood, Californie (États-Unis).

## Filmographie
- 1971 : Brian's Song (TV)
- 1972 : Sans issue (en) (No Place to Run) (TV)
- 1972 : Reveillon en famille (Home for the Holidays) (TV)
- 1973 : Terreur dans la montagne (The Chill Factor) (TV)
- 1973 : Snatched (TV)
- 1973 : The Letters (TV)
- 1973 : Blood Sport (TV)
- 1974 : Remember When (TV)
- 1974 : The Gun and the Pulpit (TV)
- 1975 : Le Triangle du diable (Satan's Triangle) (TV)
- 1976 : Griffin and Phoenix: A Love Story (TV)
- 1976 : High Risk (TV)
- 1980 : Trouble in High Timber Country (TV)
- 1980 : I'm a Big Girl Now (série TV)
- 1984 : Firstborn
- 1989 : Heartland  (série TV)
- 1989 : Le Cercle des poètes disparus (Dead Poets Society)
- 1992 : Sang chaud pour meurtre de sang-froid (Final Analysis)
- 1993 : Country Estates (TV)
- 1994 : Close to Home (TV)
- 1994 : Joyeux Noël (Mixed Nuts)
- 1996 : Radiant City (TV)
- 2002 : Insomnia